# Mallori Lofton-Malachi
Mallori Mthandi Lofton-Malachi (* 16. September 1987 in Philadelphia, Pennsylvania) ist eine US-amerikanische Fußballtorhüterin.

## Leben
Lofton-Malachi wurde als Tochter eines Kenianers und einer US-Amerikanerin in Pennsylvania geboren. Dort besuchte sie von 2001 bis 2005 die Central High School in Philadelphia und studierte anschließend von 2005 bis 2009 Sportphysiologie an der University of South Florida.

### Karriere im Verein
Lofton-Malachi startete ihre Karriere beim West Chester United SC und spielte nebenher von 2003 bis 2005 für die Central Lancers, dem Women Soccer Team der Central High. Nach ihrem High-School-Abschluss spielte sie im Women Soccer Team USF Bulls. In ihrer Zeit bei den Bulls spielte sie in den Semesterferien in der WPSL für Tampa Bay Hellenic. Im Frühjahr 2010 unterschrieb sie in der Women’s Professional Soccer beim Atlanta Beat. Im März 2011 verließ sie erstmals die USA und unterschrieb in Island beim Þróttur Reykjavík. Ende des Jahres 2011 unterschrieb sie auf den Åland-Inseln bei Åland United und spielte 23 Spiele in der Naisten Liiga. Am 7. Februar 2013 unterschrieb sie dann in der 2. Fußball-Bundesliga beim SC Sand und stieg als Stammtorhüterin am Ende der Saison 2013/2014 mit ihrem Team in die Frauen-Bundesliga auf.